# بحيرة وايت
بحيرة وايت (بالإنجليزية: White Lake) هي بحيرة طبيعية تقع في مقاطعة بلادن بولاية نورث كارولينا في الولايات المتحدة. تبلغ مساحتها حوالي 1.6 كيلومتر مربع، ويصل أقصى عمق لها إلى 6 أمتار. وتقع بالقرب من مدينة وايت لاك. 

## الجغرافيا
تعد بحيرة وايت واحدة من البحيرات الشهيرة في ولاية نورث كارولينا، حيث تتغذى من مياه الأمطار والأنهار الصغيرة التي تصب فيها.

## الأنشطة
تشتهر البحيرة بممارسة الأنشطة المائية مثل السباحة، صيد الأسماك، وركوب القوارب، وهي تعتبر وجهة مفضلة للسياحة المحلية. 